# Laura Oprea
Laura Oprea est une rameuse roumaine, né le 19 février 1994.

## Palmarès

### Championnats du monde
- 2014, à Amsterdam ( Pays-Bas)
  - 4e en Huit

### Championnats d'Europe
- 2015, à Poznań ( Pologne)
  -  Médaille de bronze en Deux de pointe
- 2014, à Belgrade ( Serbie)
  -  Médaille d'argent en Deux de pointe